# 나인 멘스 모리스
나인 멘스 모리스(Nine Men's Morris)는 로마 제국시대에 만들어진 추상 전략 보드게임이다.

## 규칙

나인 멘스 모리스의 시작

24개의 점이 있는 판에서 각자 9개의 돌을 가지고 시작한다. 자기 돌 3개가 한 선분을 이루면 상대방의 돌 하나를 없앨 수 있다. 상대방이 움직일 수가 없어지거나 돌이 2개 이하로 만들면 이긴다. 게임은 3단계로 구성된다.
1. 빈칸에 돌을 두는 단계
2. 돌을 이웃한 빈칸으로 옮기는 단계
3. (선택) 돌이 세개가 될 때 아무 빈칸으로나 옮길 수 있다.

1단계: 돌 놓기
1단계에서 빈 판으로 게임이 시작된다. 선후를 정한 뒤 한턴에 한개씩 돌을 놓는다. 1단계동안에도 세돌이 한 선분을 이루면 상대방의 돌을 제거할 수 있다. 그러나 상대방의 세돌이 한선분을 이룬 돌이 아닌 다른 돌을 제거할 수 있고 한 선분을 이룬 세돌중 하나를 제거할 수 없다.
2단계: 돌 옮기기
모든 돌을 다 두면 2단계가 시작된다. 2단계에는 자기 돌을 이웃한 빈칸으로 옮길 수 있다. 선분을 이룬 돌을 깨는 것도 가능한데 다음 차례에 다시 선분을 이루게 해도 그때도 상대방의 돌을 하나 없앨 수 있다.
3단계: 날기
한 대국자의 돌이 세개가 되면 옮길때 이웃한 칸으로 옮겨야 하는 제한이 사라진다. 이 규칙은 어떤 규칙집에는 있고 다른 규칙집에는 없기도 하다.

## 같이 보기
- 게임의 역사